# لیتچویل (داکوتای شمالی)
لیتچویل(به انگلیسی: Litchville) شهری در ایالت داکوتای شمالی کشور ایالات متحده آمریکا است که جمعیت آن در سرشماری سال ۲۰۱۰ میلادی، ۱۷۲ نفر بوده‌است.